# The Human Soul
The Human Soul è un cortometraggio muto del 1914. Il nome del regista non viene riportato nei credit del film prodotto da E.D. e H.M. Horkheimer.

## Produzione
Il film fu prodotto dalla Balboa Amusement Producing Company.

## Distribuzione
Distribuito dalla Box Office Attractions Company, il film - un cortometraggio di una bobina - uscì nelle sale cinematografiche statunitensi l'8 agosto 1914.